# كورت سوبيرغ
كورت سوبيرغ (بالسويدية: Curt Sjöberg)‏ هو لاعب جمباز فني سويدي، ولد في 26 يناير 1897 في ستوكهولم في السويد، وتوفي بنفس المكان في 12 أبريل 1948.

## وصلات خارجية
- كورت سوبيرغ على موقع أوليمبيديا (الإنجليزية)
- كورت سوبيرغ على موقع اللجنة الأولمبية السويدية (السويدية)